# Guaca
Guaca ist eine Gemeinde (municipio) im Departamento Santander in Kolumbien.

## Geographie
Die Gemeinde Guaca liegt in der Provinz García Rovira im östlichen Santander in den kolumbianischen Anden auf einer Höhe von etwa 2400 Metern und hat eine Jahresdurchschnittstemperatur von 14 °C. Guaca liegt 87 Kilometer von Bucaramanga entfernt. An die Gemeinde grenzen im Norden Santa Bárbara und das Departamento de Norte de Santander, im Osten Cerrito und San Andrés, im Süden San Andrés und Cepitá und im Westen Santa Bárbara und Piedecuesta.

## Bevölkerung
Die Gemeinde Guaca hat 6208 Einwohner, von denen 2220 im städtischen Teil (cabecera municipal) der Gemeinde leben (Stand: 2019).

## Geschichte
Auf dem Gebiet des heutigen Guaca lebte vor der Ankunft der Spanier das indigene Volk der Guanes. Das Wort Guaca ist indigenen Ursprungs und bedeutet „Am Fuß des Berges“. Der Ort Guaca wurde 1553 von Ortún Velásquez de Velasco gegründet.

## Fauna und Ökologie
Hydrografisch gehört Guaca zu zwei großen Einzugsgebieten, die das gesamte Oberflächenwasser der Region sammeln und ableiten: dem Flusssystem des Río Magdalena – das den Großteil der Wassermassen aufnimmt – sowie dem Einzugsgebiet des Río Arauca, der die nördlichen Wasserläufe der Gemeinde nach Nordosten ableitet.
Die Tierwelt in der Region gilt als relativ spärlich, was auf den Rückgang natürlicher Vegetation und den negativen menschlichen Einfluss zurückzuführen ist. Diese Faktoren haben zu einem Rückgang der Artenvielfalt und -zahl geführt. Unter den Säugetieren finden sich Füchse, Tinajo, Eichhörnchen, Kaninchen, Fara und Wiesel. An Vogelarten sind unter anderem Icteriden (Turpial), Haubenmeisen, Siotes, Guans, Amseln, Tangaren und Rebhühner vertreten. Bei den Reptilien sind Eidechsen und Schlangen zu nennen. In den Gewässern leben Forellen, Jaboneros und Chocas.

## Wirtschaft
Der wichtigste Wirtschaftszweig in Guaca ist die Landwirtschaft. Es werden vor allem Kartoffeln, Mais, Bohnen und Zwiebeln angebaut. Zudem gibt es Viehwirtschaft.

## Tourismus
In Guaca gibt es verschiedene Möglichkeiten für Ökotourismus und Naturerlebnisse. Zu den beliebtesten Aktivitäten zählen Wanderungen in der Umgebung, der Besuch des Río Guaca sowie Ausflüge zu den Orten El Salado, La Aurora, Tres Cruces und dem Sagrado Corazón.

## Söhne und Töchter der Gemeinde
- Severo Hernández (1940–2022), Radrennfahrer